# 小鳴門海峡
座標: 北緯34度13分41.15秒 東経134度35分18.22秒 / 北緯34.2280972度 東経134.5883944度

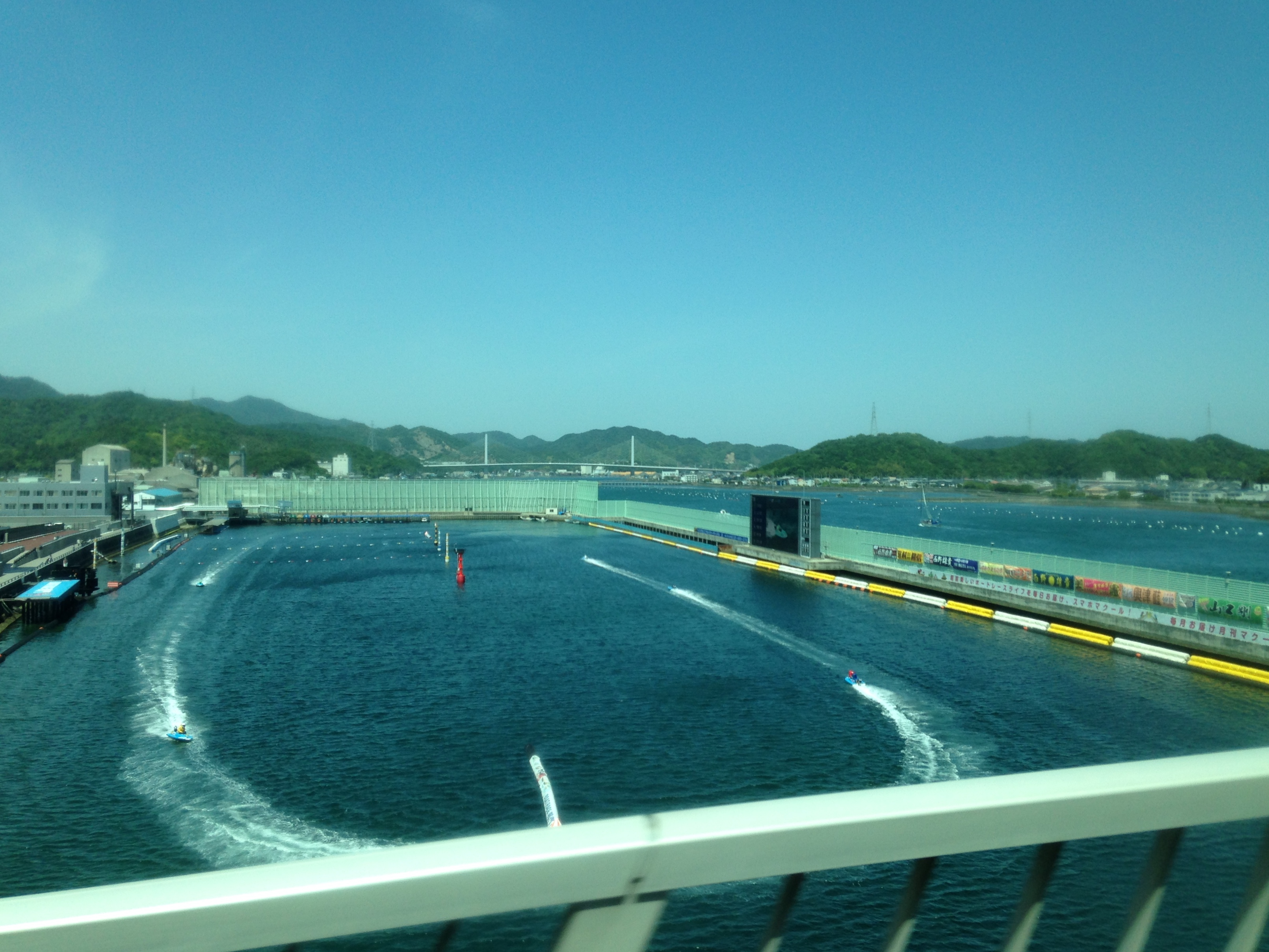
鳴門競艇場と小鳴門海峡

小鳴門海峡（こなるとかいきょう）は、徳島県鳴門市の四国本土と大毛島・高島・島田島との間に位置する海峡である。狭義には北部の最狭部である小鳴門新橋付近（幅約110m）を指す。小鳴門、あるいは撫養の瀬戸とも呼ばれる。

## 概要
海峡の最大幅は約500m、延長は約8km、水深は5〜21m。南部でスクノ海と、中間部でウチノ海と繋がっている。
1961年以降に架けられた4本の橋梁（小鳴門橋・小鳴門新橋・撫養橋・小鳴門大橋）により、大毛島・高島・島田島はそれぞれ四国本土と結ばれたが、現在も各島と四国本土の間は鳴門市営渡船によって3つの渡船が運航されている。1998年の明石海峡大橋の開通以前には、小鳴門海峡に面した撫養港から神戸港や大阪港とを結ぶ高速船が発着していた。
海峡一帯ではワカメの養殖が盛んに行われている。また、高島と本土の両沿岸には江戸時代より塩田が広がっていたが、昭和時代に埋め立てられて現在は住宅地や鳴門教育大学が建つ。小鳴門橋付近の本土側の沿岸には鳴門競艇場や撫養バスストップがある。
撫養橋付近の大毛島側の沿岸は、平安時代に紀貫之がここを訪れたことに因んで「土佐泊」と呼ばれる。
小鳴門橋付近の海底の砂層には旧石器時代の遺跡がある。